# Marty Howe
Pour les articles homonymes, voir Howe.
Marty Gordon Howe (né le 18 février 1954 à Détroit, Michigan aux États-Unis) est un ancien joueur et entraîneur professionnel canadien de hockey sur glace.

## Carrière de joueur
Fils d'une légende du hockey sur glace, Gordie Howe, il ne voulut pas devenir joueur professionnel avant l'âge de 17 ans. Il est aussi le frère de Mark Howe avec lequel il évoluera en compagnie de leur père avec les Aeros de Houston dès la saison 1973-1974. Au terme de cette saison, il jouera pour l'Équipe du Canada de hockey sur glace à la Série du siècle de 1974. Il aura l'occasion précédemment de remporter la Coupe Memorial en compagnie de son frère Mark en 1973.
Au cours des saisons 1974-1975 et 1975-1976, il aida son équipe à remporter la Coupe AVCO. Il jouera avec son père et son frère jusqu'à la Ligue nationale de hockey. Sa franchise de l'AMH, les Whalers de la Nouvelle-Angleterre, firent le saut dans la LNH en 1979-1980. Ses habiletés insuffisantes l'empêchèrent de se mériter un poste permanent dans la LNH. Il joua donc une partie de la saison avec les Indians de Springfield de la Ligue américaine de hockey.
Il faudra attendre la saison 1982-1983 pour le voir jouer une première saison complète dans la LNH. Il s'alignait alors pour les Bruins de Boston. Il fut échangé avant le début de la saison suivante à son ancienne équipe, les Whalers, et il passera la saison. En 1984-1985, il ne joua pas régulièrement dans la LNH, jouant la majorité de la saison avec les Whalers de Binghamton de la LAH. Il décida d'accrocher ses patins au terme de cette décevante saison.
Il revint au monde du hockey en 1992-93 alors qu'il accepta un poste d'entraîneur-adjoint avec les Bulldogs de Flint de la Colonial Hockey League. En cours de saison, faute de joueurs disponibles, il jouera trois parties dans cette ligue. Par la suite, il fut entraîneur-chef d'une équipe de la Roller Hockey International et entraîneur-adjoint des Wolves de Chicago.

## Statistiques

### En club
| Saison     | Équipe                            | Ligue          |     | Saison régulière | Saison régulière | Saison régulière | Saison régulière | Saison régulière |   | Séries éliminatoires | Séries éliminatoires | Séries éliminatoires | Séries éliminatoires | Séries éliminatoires |
| Saison     | Équipe                            | Ligue          | PJ  | B                | A                | Pts              | Pun              | PJ               | B | A                    | Pts                  | Pun                  |                      |                      |
| 1970-1971  | Red Wings Jr. de Détroit          | SOJHL          |     |                  |                  |                  |                  |                  |   |                      |                      |                      |                      |                      |
| 1970-1971  | Red Wings Jr. de Détroit          | Cen-Cup        | -   | -                | -                | -                | -                | 12               | 1 | 9                    | 10                   | 18                   |                      |                      |
| 1971-1972  | Marlboros de Toronto              | OHA Jr.        | 56  | 7                | 21               | 28               | 122              | 10               | 1 | 8                    | 9                    | 38                   |                      |                      |
| 1972-1973  | Marlboros de Toronto              | OHA Jr.        | 38  | 11               | 17               | 28               | 81               | -                | - | -                    | -                    | -                    |                      |                      |
| 1973       | Marlboros de Toronto              | Coupe Memorial | -   | -                | -                | -                | -                | 3                | 0 | 1                    | 1                    | 0                    |                      |                      |
| 1973-1974  | Aeros de Houston                  | AMH            | 73  | 4                | 20               | 24               | 90               | 14               | 1 | 5                    | 6                    | 31                   |                      |                      |
| 1974-1975  | Aeros de Houston                  | AMH            | 75  | 13               | 21               | 34               | 89               | 11               | 0 | 2                    | 2                    | 11                   |                      |                      |
| 1975-1976  | Aeros de Houston                  | AMH            | 80  | 14               | 23               | 37               | 81               | 16               | 4 | 4                    | 8                    | 12                   |                      |                      |
| 1976-1977  | Aeros de Houston                  | AMH            | 80  | 17               | 28               | 45               | 103              | 11               | 3 | 1                    | 4                    | 10                   |                      |                      |
| 1977-1978  | Whalers de la Nouvelle-Angleterre | AMH            | 75  | 10               | 10               | 20               | 66               | 14               | 1 | 1                    | 2                    | 13                   |                      |                      |
| 1978-1979  | Whalers de la Nouvelle-Angleterre | AMH            | 66  | 9                | 15               | 24               | 31               | 9                | 0 | 1                    | 1                    | 8                    |                      |                      |
| 1979-1980  | Indians de Springfield            | LAH            | 31  | 8                | 5                | 13               | 12               | -                | - | -                    | -                    | -                    |                      |                      |
| 1979-1980  | Whalers de Hartford               | LNH            | 6   | 0                | 1                | 1                | 4                | 3                | 1 | 1                    | 2                    | 0                    |                      |                      |
| 1980-1981  | Whalers de Binghamton             | LAH            | 37  | 4                | 10               | 14               | 34               | 6                | 0 | 2                    | 2                    | 6                    |                      |                      |
| 1980-1981  | Whalers de Hartford               | LNH            | 12  | 0                | 1                | 1                | 25               | -                | - | -                    | -                    | -                    |                      |                      |
| 1981-1982  | Whalers de Binghamton             | LAH            | 61  | 8                | 38               | 46               | 42               | 15               | 0 | 8                    | 8                    | 4                    |                      |                      |
| 1981-1982  | Whalers de Hartford               | LNH            | 13  | 0                | 4                | 4                | 2                | -                | - | -                    | -                    | -                    |                      |                      |
| 1982-1983  | Bruins de Boston                  | LNH            | 78  | 1                | 11               | 12               | 24               | 12               | 0 | 1                    | 1                    | 9                    |                      |                      |
| 1983-1984  | Whalers de Hartford               | LNH            | 69  | 0                | 11               | 11               | 34               | -                | - | -                    | -                    | -                    |                      |                      |
| 1984-1985  | Whalers de Binghamton             | LAH            | 44  | 7                | 12               | 19               | 22               | 8                | 3 | 2                    | 5                    | 6                    |                      |                      |
| 1984-1985  | Whalers de Hartford               | LNH            | 19  | 1                | 1                | 2                | 10               | -                | - | -                    | -                    | -                    |                      |                      |
|            |                                   |                |     |                  |                  |                  |                  |                  |   |                      |                      |                      |                      |                      |
| 1992-1993  | Bulldogs de Flint                 | CoHL           | 3   | 0                | 1                | 1                | 4                | -                | - | -                    | -                    | -                    |                      |                      |
| Totaux AMH | Totaux AMH                        | Totaux AMH     | 449 | 67               | 117              | 184              | 460              | 75               | 9 | 14                   | 23                   | 85                   |                      |                      |
| Totaux LNH | Totaux LNH                        | Totaux LNH     | 197 | 2                | 29               | 31               | 99               | 15               | 1 | 2                    | 3                    | 9                    |                      |                      |

### En équipe nationale
| Année | Équipe | Compétition     |   | PJ | B | A | Pts | Pun |
| 1974  | Canada | Série du siècle | 4 | 0  | 0 | 0 | 12  |     |

## Trophées et honneurs personnels
- SOJHL
  - 1971 : nommé dans la 2e équipe d'étoiles
- Association mondiale de hockey
  - 1974 et 1975 : remporta la Coupe AVCO avec les Aeros de Houston
  - 1977 : nommé dans la 2e équipe d'étoiles

## Transactions en carrière
- Juin 1973 : sélectionné par les Aeros de Houston (AMH).
- 25 février 1977 : droit cédé aux Red Wings de Détroit par les Canadiens de Montréal en retour d'une somme d'argent et de considérations futures.
- Juin 1977 : signe un contrat comme agent libre avec les Whalers de la Nouvelle-Angleterre.
- Juin 1979 : droit retenu par les Whalers de Hartford en vue du Repêchage d'expansion de la Ligue nationale de hockey de 1979.
- 1er octobre 1982 : échangé aux Bruins de Boston par les Whalers de Hartford en retour de considérations futures.
- 29 septembre 1983 : échangé aux Whalers de Hartford par les Bruins de Boston en retour de considérations futures.

## Parenté dans le sport
- Fils de l'ancien joueur de hockey sur glace, Gordie Howe.
- Neveu de l'ancien joueur, Vic Howe.
- Frère de l'ancien joueur, Mark Howe.